# جوهرة المدينة
جوهرة المدينة (بالإنجليزية: The Jewel of Madina)‏ هي رواية تاريخية للكاتبة شاري جونز. الرواية تروي قصة من نسج الخيال عن عائشة زوجة النبي محمد بن عبد الله رسول الإسلام. الرواية الخيالية تتحدث عن عائشة منذ سن السادسة، حيث أعلنت خطبتها للرسول محمد، حتى وفاته. كان من المقرر إصدار الرواية من قبل دار نشر راندوم هاوس في العام 2008، لكن النشر ألغي على وجه السرعة. ثم أعلن أن الرواية ستنشر بواسطة بيفورد بوكس في الولايات المتحدة، وجيبسون سكوير في المملكة المتحدة والكومنولث. في النهاية، نشرت الرواية بواسطة بيفورد بوكس في الولايات المتحدة.

## وصلات خارجية
- موقع جوهرة المدينة المعد من قبل بيفورت بوكس
- نقد للرواية من موقع إسلام أونلاين